# Franz Behrens
Pour les articles homonymes, voir Behrens.
Franz Carl Heinrich Behrens, né le 2 février 1872 à Marienhof, Mecklembourg-Strelitz et mort le 14 septembre 1943 à Altlandsberg, est un homme politique allemand (CSP, DNVP, CSVD).

## Biographie
Il est le fils du maître briquetier Wilhelm Behrens. Après l'école publique, Behrens effectue un apprentissage de jardinage à Möllenbeck de 1886 à 1889 et exerce d'abord la profession. À partir de 1898, il travaille comme secrétaire ouvrier, mais reprend la rédaction de plusieurs journaux l'année suivante. En 1900, il devient directeur général de l'Association générale des jardiniers allemands, qui est étroitement liée aux syndicats Hirsch-Duncker (de). Lorsque l'association des jardiniers rejoint la "Commission générale des syndicats" dominée par le SPD en 1903, Behrens passe aux syndicats chrétiens. Il est président de l'Association générale des caisses d'assurance maladie allemandes et de l'Association des invalides de guerre allemands et des participants à la guerre. Il est également membre du conseil d'administration de l' Association pour la colonisation sociale en Allemagne, fondée en 1910 et qui veut que les chômeurs se réapproprient les friches. Après 1918, il est vice-président du Conseil des fermiers et des ouvriers agricoles du Reich à Berlin et siège au comité de travail de la Commission de démobilisation. Il est également deuxième président de la Confédération des syndicats chrétiens et président de l'Association centrale des travailleurs forestiers, agricoles et viticoles en Allemagne.

## Parti politique
Behrens est d'abord membre du Parti social chrétien, dont il est également un temps président. En 1918, il participe à la fondation de la DNVP, dont il est membre. À la fin des années 1920, il quitte la DNVP par critique de la politique agricole à grande échelle d'Alfred Hugenberg et rejoint le CSVD.

## Député
Behrens est député du Reichstag de l'Empire allemand de 1907 à 1918 pour la 1re circonscription de Coblence (Wetzlar-Altenkirchen), où il est membre de la faction de l'Union économique (de). En 1919/20 il est député de l'Assemblée nationale de Weimar. Il est ensuite de nouveau membre du Reichstag jusqu'en 1930 et de nouveau de juillet 1932 à novembre 1933, où il vote également en faveur de la loi d'habilitation d'Hitler.

## Éditions
- Wir Protestanten und die christlichen Gewerkschaften. Barmen 1912.